# Denkmäler der Volksrepublik China (Jiangsu)
Die folgende Tabelle bietet eine Übersicht zu sämtlichen Denkmälern der Provinz Jiangsu (Abk. Su), die auf der Denkmalliste der Volksrepublik China stehen:
| Name                                                                                    | Beschluss | Kreis/Ort                | siehe (auch) | Bild |
| --------------------------------------------------------------------------------------- | --------- | ------------------------ | --- | ---- |
| Taiping tianguo zhongwang fu 太平天国忠王府                                             | 1-3       | Suzhou shi 苏州市        | Residenz des Zhongwang-Königs des Himmlischen Reiches des ewigen Friedens (Taiping-Reich) (Suzhou) |      |
| Zhongshan ling 中山陵                                                                   | 1-19      | Nanjing shi 南京市       | Sun-Yat-sen-Mausoleum (1929) (Nanjing) |      |
| Suzhou Yunyan si ta 苏州云岩寺塔                                                        | 1-68      | Suzhou shi 苏州市        | Pagode des Yunyan-Tempels in Suzhou |      |
| Zhuozheng yuan 拙政园                                                                   | 1-121     | Suzhou shi 苏州市        | "Garten des bescheidenen Beamten" (Suzhou) |      |
| Liuyuan 留园                                                                            | 1-124     | Suzhou shi 苏州市        | Garten des Verweilens (Liuyuan) (Suzhou) |      |
| Suzhou Wenmiao ji shike 苏州文庙及石刻                                                  | 1-131     | Suzhou shi 苏州市        | Steininschriften im Wen-Tempel der Stadt Suzhou (Song-Dynastie) (Suzhou) |      |
| Baosheng si Luohan suxiang 保圣寺罗汉塑像                                               | 1-135     | Suzhou shi 苏州市        | Arhat-Statuen im Baosheng-Tempel (Suzhou) |      |
| Ming Xiaoling 明孝陵                                                                    | 1-177     | Nanjing shi 南京市       | Ming-Xiaoling-Mausoleum (des Kaisers Hongwu der Ming-Dynastie, Nanjing) |      |
| Taiping tianguo tianwang fu yi zhi 太平天国天王府遗址                                   | 2-2       | Nanjing shi 南京市       | Ehemalige Residenz des Himmlischen Königs des Himmlischen Reiches des ewigen Friedens (Nanjing)(Taiping-Reich) |      |
| Xuanmiao guan Sanqing dian 玄妙观三清殿                                                 | 2-22      | Suzhou shi 苏州市        | Sanqing-Halle im daoistischen Xuanmiao-Tempel (Suzhou) |      |
| Wangshi yuan 网师园                                                                     | 2-41      | Suzhou shi 苏州市        | Der Garten des Meisters der Netze (Suzhou) |      |
| Tangzi jie Taiping tianguo bihua 堂子街太平天国壁画                                     | 3-3       | Nanjing shi 南京市       | Fresken aus dem Himmlischen Reich des ewigen Friedens (Taiping-Reich) auf der Tangzi-Straße (Nanjing) |      |
| Zhou Enlai guju 周恩来故居                                                              | 3-14      | Huai’an shi 淮安市       | Ehemaliger Wohnsitz von Zhou Enlai (Huai’an) |      |
| Yuhuatai lieshi lingyuan 雨花台烈士陵园                                                 | 3-26      | Nanjing shi 南京市       | Friedhof der Märtyrer von Yuhuatai (Nanjing) |      |
| Kongwang Shan moya zaoxiang 孔望山摩崖造像                                              | 3-42      | Lianyungang shi 连云港市 | Felsskulpturen des Kongwang-Berges (Lianyungang) |      |
| Nanjing chengqiang 南京城墙                                                             | 3-59      | Nanjing shi 南京市       | Stadtmauer von Nanjing |      |
| Jichang yuan 寄畅园                                                                     | 3-93      | Wuxi shi 无锡市          | Jichang-Garten (Wuxi) |      |
| Huanxiu shanzhuang 环秀山庄                                                             | 3-94      | Suzhou shi 苏州市        | Huanxiu Shanzhuang (Suzhou) |      |
| He yuan 何园                                                                            | 3-97      | Yangzhou shi 扬州市      | He-Garten (Yangzhou) |      |
| Ge yuan 个园                                                                            | 3-98      | Yangzhou shi 扬州市      | Ge-Garten (Yangzhou) |      |
| Nantong bowuyuan 南通博物苑                                                             | 3-99      | Nantong shi 南通市       | Garten des Nantong-Museums (Nantong) |      |
| Qixia si shelita 栖霞寺舍利塔                                                           | 3-143     | Nanjing shi 南京市       | Sarira-Stupa im Qixia-Tempel (Nanjing) |      |
| Ruiguang ta 瑞光塔                                                                      | 3-147     | Suzhou shi 苏州市        | Ruiguang-Pagode (Suzhou) |      |
| Jiangjunya yanhua 将军崖岩画                                                            | 3-164     | Lianyungang shi 连云港市 | Jiangyunya-Felsbilder (Lianyungang) |      |
| Nanjing Nanchao lingmu shike 南京南朝陵墓石刻                                           | 3-167     | Nanjing shi 南京市       | Steinschnitzereien der Mausoleen der Südlichen Dynastien in Nanjing |      |
| Danyang Nanchao lingmu shike 丹阳南朝陵墓石刻                                           | 3-168     | Danyang shi 丹阳市       | Steininschriften der Mausoleen der Südlichen Dynastien in Danyang |      |
| Jiaoshan beilin 焦山碑林                                                                | 3-177     | Zhenjiang shi 镇江市     | Jiaoshan-Stelenwald (Zhenjiang) |      |
| Yancheng yizhi 淹城遗址                                                                 | 3-203     | Changzhou shi 常州市     | Yancheng-Stätte (Changzhou) |      |
| Nan Tang er ling 南唐二陵                                                               | 3-245     | Nanjing shi 南京市       | Zwei Mausoleen des Südlichen Tang-Reiches (eines der Zehn Reiche aus der Zeit der Fünf Dynastien und Zehn Königreiche; das Yongling-Mausoleum (König Li Bian) und das Shunling-Mausoleum (König Li Jing) (Nanjing)) |      |
| Yangzhou cheng yizhi 扬州城遗址                                                         | 4-52      | Yangzhou shi 扬州市      | Stätte der Stadt Yangzhou (Yangzhou) |      |
| Dayishan shiguanmu 大伊山石棺墓                                                         | 4-57      | Guanyun xian 灌云县      | Dayishan-Steinsarggräber (Lianyungang) (Kreis Guanyun) |      |
| Han Chu wang muqun 汉楚王墓群                                                           | 4-63      | Xuzhou shi 徐州市        | Chu-Gräber aus der Westlichen Han-Dynastie (Xuzhou) |      |
| Ming zuling 明祖陵                                                                      | 4-73      | Xuyi xian 盱眙县         | Ming Zuling (Grab der Eltern und Großeltern des Gründers der Ming-Dynastie Zhu Yuanzhang (1328–1398, reg. 1368–1398) (Kreis Xuyi))                                                                                  |      |
| Luohan yuan shuangta ji Zhengdian yizhi 罗汉院双塔及正殿遗址                            | 4-84      | Suzhou shi 苏州市        | Zwillingspagoden und Haupthalle des Arhat-Tempels (Suzhou) |      |
| Caiyi tang 綵衣堂 (彩衣堂)                                                              | 4-137     | Changshu shi 常熟市      | Caiyitang (Weng Tonghe, Changshu) |      |
| Yuchengyi 盂城驿                                                                        | 4-170     | Gaoyou shi 高邮市        | Yucheng-Post (Ming-Dynastie, heute Postmuseum, Gaoyou) |      |
| Qu Qiubai guju 瞿秋白故居                                                               | 4-202     | Changzhou shi 常州市     | Ehemaliger Wohnsitz von Qu Qiubai |      |
| Zhenjiang Yingguo lingshiguan jiuzhi 镇江英国领事馆旧址                                 | 4-216     | Zhengjiang shi 镇江市    | Ehemaliges britisches Konsulat in Zhenjiang (Zhenjiang) |      |
| Guoli Zijin shan tianwentai jiuzhi 国立紫金山天文台旧址                                 | 4-233     | Nanjing shi 南京市       | Purple-Mountain-Observatorium (Nanjing) |      |
| Zhongguo Hongchandang daibiaotuan banshichu jiuzhi 中国共产党代表团办事处旧址           | 4-247     | Nanjing shi 南京市       | Ehemaliges Büro der Delegation der Chinesischen Kommunistischen Partei (1946–1947) (Meiyuan xincun 梅园新村) (Nanjing)                                                                                              |      |
| Longqiuzhuang yizhi 龙虬庄遗址                                                          | 5-38      | Gaoyou shi 高邮市        | Longqiuzhuang-Stätte (Neolithikum) (Gaoyou) |      |
| Puhading mu 普哈丁墓                                                                    | 5-159     | Yangzhou shi 扬州市      | Puhading-Grab (Yangzhou) |      |
| Boniguo wang mu 浡泥国王墓                                                              | 5-160     | Nanjing shi 南京市       | Grab des Königs von Borneo (1408) (Nanjing) |      |
| Xu Xiake guju ji Qingshan tang shike 徐霞客故居及晴山堂石刻                             | 5-283     | Jiangyin shi 江阴市      | Ehemaliger Wohnsitz von Xu Xiake und Steinschnitzereien der Qingshantang (Jiangyin) |      |
| Tuisi yuan 退思园                                                                       | 5-284     | Wujiang shi 吴江市       | Tuisi-Garten (Wujiang) |      |
| Baodai qiao 宝带桥                                                                      | 5-285     | Suzhou shi 苏州市        | Baodai-Brücke (Suzhou) |      |
| Ouyuan 耦园                                                                             | 5-286     | Suzhou shi 苏州市        | Lotusgarten (Suzhou) |      |
| Longwang miao xinggong 龙王庙行宫                                                       | 5-287     | Suqian shi 宿迁市        | Kaiserliche Residenz im Longwang-Tempel (Suqian) |      |
| Shuihui yuan 水绘园                                                                     | 5-288     | Rugao shi 如皋市         | Shuihui-Garten (Qing-Dynastie) (Rugao) |      |
| Guoshan bei 国山碑                                                                      | 5-446     | Yixing shi 宜兴市        | Guoshan-Steintafel (Yixing) |      |
| Qianfo ya shiku ji mingzheng jubei 千佛崖石窟及明征君碑                                 | 5-447     | Nanjing shi 南京市       | Grotten des Tausend-Buddha-Kliffs und Kursivschrift-Steintafel (Qi und Liang (Südliche Dynastien) bzw. Tang-Dynastie) (Nanjing)                                                                                     |      |
| Xue Fucheng guju jianzhuqun 薛福成故居建筑群                                            | 5-484     | Wuxi shi 无锡市          | Architektur des ehemaligen Wohnsitzes von Xue Fucheng (Wuxi) |      |
| Yuan Guomin zhengfu jiuzhi 原国民政府旧址                                               | 5-485     | Nanjing shi 南京市       | Ehemalige Stätte der Ersten Nationalregierung (Nanjing) |      |
| Nanjingren huashi didian 南京人化石地点                                                 | 6-69      | Nanjing shi 南京市       | Stätte der Entdeckung der Fossilien des „Nanjing-Menschen“ (Huludong-Höhle) (Homo erectus, Paläolithikum) (Nanjing)                                                                                                 |      |
| Tenghualuo yizhi 藤花落遗址                                                             | 6-70      | Lianyungang shi 连云港市 | Tenghualuo-Stätte (Lianyungang) |      |
| Dadunzi yizhi 大墩子遗址                                                                | 6-71      | Pizhou shi 邳州市        | Dadunzi-Stätte (Neolithikum) (Pizhou) |      |
| Huating yizhi 花厅遗址                                                                  | 6-72      | Xinyi shi 新沂市         | Huating-Stätte (Xinyi) |      |
| Sanxingcun yizhi 三星村遗址                                                             | 6-73      | Jintan shi 金坛市        | Sanxingcun-Stätte (Jintan) |      |
| Luotuodun yizhi 骆驼墩遗址                                                              | 6-74      | Yixing shi 宜兴市        | Luotuodun-Stätte (Yixing) |      |
| Qingdun yizhi 青墩遗址                                                                  | 6-75      | Hai'an xian 海安县       | Qingdun-Stätte (Neolithikum) (Kreis Hai’an) |      |
| Chuodun yizhi 绰墩遗址                                                                  | 6-76      | Kunshan shi 昆山市       | Chuodun-Stätte (Neolithikum) (Kunshan) |      |
| Tianmushan yizhi 天目山遗址                                                             | 6-77      | Jiangyan shi 姜堰市      | Tianmushan-Stätte (Shang- und Zhou-Zeit) (Jiangyan) |      |
| Yixing yaozhi 宜兴窑址                                                                  | 6-78      | Yixing shi 宜兴市        | Stätte des Yixing-Brennofens (Yixing) |      |
| Zhongshan jianzhu yizhi 钟山建筑遗址                                                    | 6-79      | Nanjing shi 南京市       | Architektur auf dem Zhongshan-Berg ("Glockenberg") (Zeit der Südlichen und Nördlichen Dynastien) (Nanjing) |      |
| Ming gugong yizhi 明故宫遗址                                                            | 6-80      | Nanjing shi 南京市       | Ming-Kaiserpalast (Nanjing) |      |
| Longjiang chuanchang yizhi 龙江船厂遗址                                                 | 6-81      | Nanjing shi 南京市       | Stätte der Drachenfluss-Werft (Longjiang-Werft) (Nanjing) |      |
| Hongshan muqun 鸿山墓群                                                                 | 6-246     | Wuxi shi 无锡市          | Hongshan-Gräber (Wuxi) |      |
| Xuzhou muqun 徐州墓群                                                                   | 6-247     | Xuzhou shi 徐州市        | Xuzhou-Gräber (Xuzhou) |      |
| Xiangshan Wangshi jiazu mudi 象山王氏家族墓地                                           | 6-248     | Nanjing shi 南京市       | Grabstätte der Familie Wang am Xiangshan-Berg (Nanjing) |      |
| Hongzehu dadi 洪泽湖大堤                                                                | 6-506     | Huai’an shi 淮安市       | Hongzehu-Deich (Huai’an) |      |
| Taibo miao he mu 泰伯庙和墓                                                             | 6-507     | Wuxi shi 无锡市          | Taibo-Tempel und -Grab (Wuxi) |      |
| Canglang ting 沧浪亭                                                                    | 6-508     | Suzhou shi 苏州市        | Canglang-Pavillon (Wuxi) |      |
| Huishan zhen citang 惠山镇祠堂                                                          | 6-509     | Wuxi shi 无锡市          | Huishanzhen-Ahnentempel (Stadtbezirk Huishan; Südliche und Nördliche Dynastien bis Zeit der Republik) (Wuxi) |      |
| Nantong Tianning si 南通天宁寺                                                          | 6-510     | Nantong shi 南通市       | Tianning-Tempel in Nantong (Nantong) |      |
| Chongjiao Xingfu sita 崇教兴福寺塔                                                      | 6-511     | Changshu shi 常熟市      | Quadratische Pagode (Fangta) des Chongjiao-Xingfu-Tempels (Changshu) |      |
| Haiqing sita 海清寺塔                                                                   | 6-512     | Lianyungang shi 连云港市 | Pagode des Haiqing-Tempels (Lianyungang) |      |
| Zijin an luohan suxiang 紫金庵罗汉塑像                                                  | 6-513     | Suzhou shi 苏州市        | Arhat-Skulpturen des Zijin-Tempels (Suzhou) |      |
| Bao'en sita 报恩寺塔                                                                    | 6-514     | Suzhou shi 苏州市        | Pagode des Bao'en-Tempels (Suzhou) |      |
| Taicang shigong qiao 太仓石拱桥                                                         | 6-515     | Taicang shi 太仓市       | Steinbogen-Brücken von Taicang (Taicang) |      |
| Panmen 盘门                                                                             | 6-516     | Suzhou shi 苏州市        | Pan-Tor (Suzhou) |      |
| Shizilin 狮子林                                                                         | 6-517     | Suzhou shi 苏州市        | Löwenwald-Garten (Suzhou) |      |
| Xuanyuan gong zhengdian 轩辕宫正殿                                                      | 6-518     | Suzhou shi 苏州市        | Haupthalle des Xuanyuan-Tempels (Suzhou) |      |
| Jijian si shidian 寂鉴寺石殿                                                            | 6-519     | Suzhou shi 苏州市        | Steinhalle des Jijian-Tempels (Suzhou) |      |
| Zhaoguan shita 昭关石塔                                                                 | 6-520     | Zhenjiang shi 镇江市     | Zhaoguan-Stupa (Zhenjiang) |      |
| Hubushan gu jianzhuqun 户部山古建筑群                                                   | 6-521     | Xuzhou shi 徐州市        | Alte Architektur von Hubushan (Xuzhou) |      |
| Zhan yuan 瞻园                                                                          | 6-522     | Nanjing shi 南京市       | Zhan-Garten (Nanjing) |      |
| Taizhou Chenghuangmiao 泰州城隍庙                                                       | 6-523     | Taizhou shi 泰州市       | Stadtgott-Tempel von Taizhou (Taizhou) |      |
| Donglin shuyuan 东林书院                                                                | 6-524     | Wuxi shi 无锡市          | Donglin-Akademie (Wuxi) |      |
| Zhaosi tang 昭嗣堂                                                                      | 6-525     | Wuxi shi 无锡市          | Zhaositang (Ming-Dynastie, Wuxi) |      |
| Zhao Yongxian zhai 赵用贤宅                                                             | 6-526     | Changshu shi 常熟市      | Residenz von Zhao Yongxian (Changshu) |      |
| Zhang Pu zhaidi 张溥宅第                                                                | 6-527     | Taicang shi 太仓市       | Residenz von Zhang Pu (Taicang) |      |
| Dongshan minju 东山民居                                                                 | 6-528     | Suzhou shi 苏州市        | Dongshan-Häuser (Suzhou) |      |
| Yipu 艺圃                                                                               | 6-529     | Suzhou shi 苏州市        | Garten der Kultivierung (Yipu) (Suzhou) |      |
| Quanjin guiguan 全晋会馆                                                                | 6-530     | Suzhou shi 苏州市        | Shanxi-Gildenhalle (Qing-Dynastie) (Suzhou) |      |
| Huai’an fu ya 淮安府衙                                                                  | 6-531     | Huai’an shi 淮安市       | Alter Regierungssitz von Huai’an (Huai’an) |      |
| Shijian tang 师俭堂                                                                     | 6-532     | Wujiang shi 吴江市       | Shijiantang (Wujiang) |      |
| Lianhua qiao he Baita 莲花桥和白塔                                                      | 6-533     | Yangzhou shi 扬州市      | Lotos-Brücke und Weiße Pagode (Yangzhou) |      |
| Wu shi zhaisi 吴氏宅第                                                                  | 6-534     | Yangzhou shi 扬州市      | Residenz der Familie Wu (Wu Yinsun, Qing-Dynastie) (Yangzhou) |      |
| Yangzhou Daming si 扬州大明寺                                                           | 6-535     | Yangzhou shi 扬州市      | Daming-Tempel in Yangzhou (Yangzhou) |      |
| Xiaopangu 小盘谷                                                                        | 6-536     | Yangzhou shi 扬州市      | Xiaopangu-Garten (Yangzhou) |      |
| Gaoyou dangpu 高邮当铺                                                                  | 6-537     | Gaoyou shi 高邮市        | Pfandhaus von Gaoyou (Qing-Dynastie) (Gaoyou) |      |
| Gan Xi zhaidi 甘熙宅第                                                                  | 6-538     | Nanjing shi 南京市       | Gan Xi (Nanjing) |      |
| Tianxia di-er quan tingyuan ji shike 天下第二泉庭院及石刻                               | 6-821     | Wuxi shi 无锡市          | Hof und Steinschnitzereien der "zweiten Quelle unter dem Himmel" (Hui- bzw. Huishan-Quelle) (Wuxi) |      |
| Yu Yue jiuju 俞樾旧居                                                                   | 6-928     | Suzhou shi 苏州市        | Ehemaliger Wohnsitz von Yu Yue (Suzhou) |      |
| A Bing guju 阿炳故居                                                                    | 6-929     | Wuxi shi 无锡市          | Ehemaliger Wohnsitz von Hua Yanjun (Wuxi) |      |
| Zhongyang tiyuchang jiuzhi 中央体育场旧址                                               | 6-930     | Nanjing shi 南京市       | Zentralstadion (Nanjing) |      |
| Guomin dahui tang jiuzhi 国民大会堂旧址                                                 | 6-931     | Nanjing shi 南京市       | Stätte des alten Gebäudes der Nationalversammlung (Nanjing) (Nanjing) |      |
| Zhongyang daxue jiuzhi 中央大学旧址                                                     | 6-932     | Nanjing shi 南京市       | Ehemalige Staatlichen Zentraluniversität (Zhongyang daxue) |      |
| Jinling daxue jiuzhi 金陵大学旧址                                                       | 6-933     | Nanjing shi 南京市       | Ehemalige Jinling-Universität (Nanjing-Universität) (Nanjing) |      |
| Jinling nüzi daxue jiuzhi 金陵女子大学旧址                                              | 6-934     | Nanjing shi 南京市       | Ehemalige Jinling-Frauen-Universität in Nanjing (Nanjing) |      |
| Chunzai lou 春在楼                                                                      | 6-935     | Suzhou shi 苏州市        | Chunzailou (Suzhou) |      |
| Rong shi meiyuan 荣氏梅园                                                               | 6-936     | Wuxi shi 无锡市          | Pflaumengarten der Familie Rong (Rong Desheng) (Wuxi) |      |
| Zhang Tailei jiuju 张太雷旧居                                                           | 6-937     | Changzhou shi 常州市     | Ehemaliger Wohnsitz von Zhang Tailei (Changzhou) |      |
| Liu Yazi jiuju 柳亚子旧居                                                               | 6-938     | Wujiang shi 吴江市       | Ehemaliger Wohnsitz von Liu Yazi (Wujiang) |      |
| Zhu Ziqing jiuju 朱自清旧居                                                             | 6-939     | Yangzhou shi 扬州市      | Ehemaliger Wohnsitz von Zhu Ziqing (Yangzhou) |      |
| Qin Hua Rijun Nanjing datusha sinan tongbao congzangdi 侵华日军南京大屠杀死难同胞丛葬地 | 6-940     | Nanjing shi 南京市       | Massengräber von Opfern des Nanjing-Massakers der japanischen Besatzungstruppen (1937) (Jiangdongmen-Massengrab) (Nanjing)                                                                                          |      |
| Xinsijun chongjian junbu jiuzhi 新四军重建军部旧址                                      | 6-941     | Yancheng shi 盐城市      | Stätte des wiederaufgebauten Hauptquartier der Neuen Vierten Armee (Yancheng) |      |
| Su Wan bianqu zhengfu jiuzhi 苏皖边区政府旧址                                           | 6-942     | Huai’an shi 淮安市       | Ehemaliger Regierungssitz des Jiangsu-Anhui-Grenzgebietes (1945) (Huai’an) |      |
| Renmin haijun danshengdi 人民海军诞生地                                                 | 6-943     | Taizhou shi 泰州市       | Gründungsort der chinesischen Marine (Baima miao, Taizhou) |      |

Peking •
Tianjin •
Hebei •
Shanxi •
Innere Mongolei •
Liaoning •
Jilin •
Heilongjiang •
Shanghai •
Jiangsu •
Zhejiang •
Anhui •
Fujian •
Jiangxi •
Shandong •
Henan •
Hubei •
Hunan •
Guangdong •
Guangxi •
Hainan •
Chongqing •
Sichuan •
Guizhou •
Yunnan •
Tibet •
Shaanxi •
Gansu •
Qinghai •
Ningxia •
Xinjiang